# Văcărești

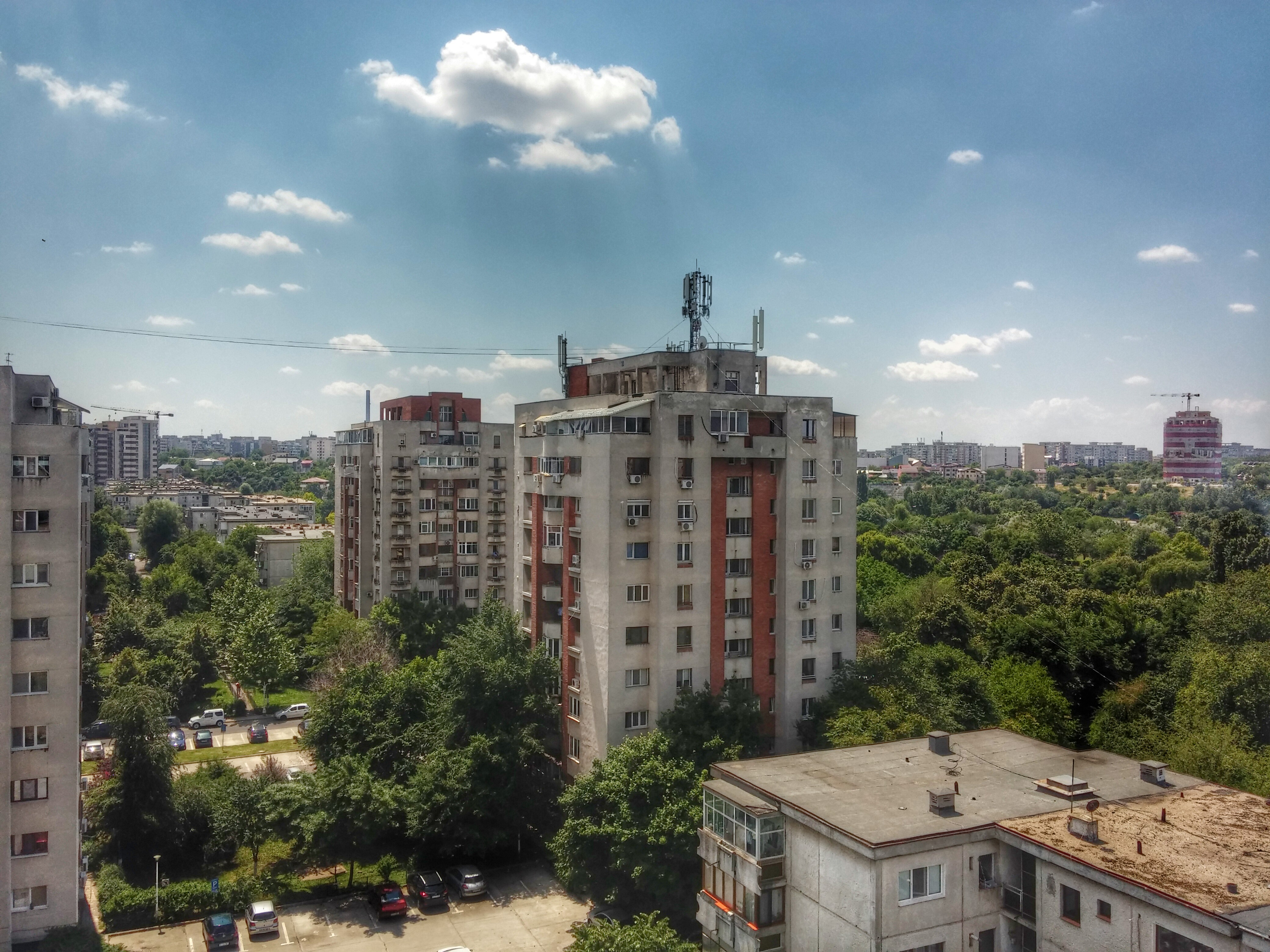
Cartierul Văcăreşti

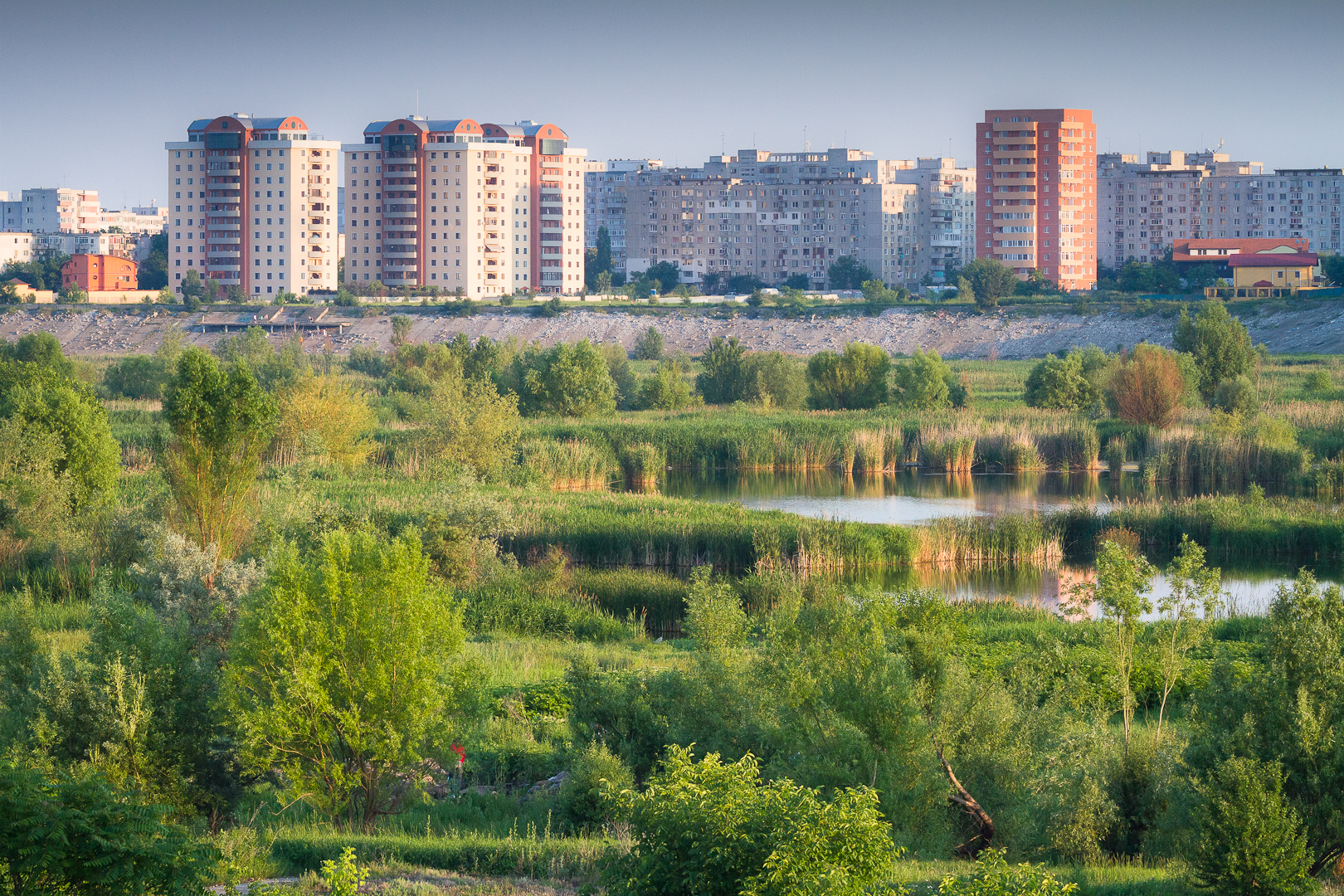
Lacul Văcărești.

Văcărești este un cartier situat în sectorul 4 al Bucureștiului, în partea vestică a Lacului Văcărești. 
Este învecinat în sud cu Berceni, în nord cu Vitan iar în est cu cartierul Tineretului. 
Zona Văcărești este una dintre privilegiatele Capitalei, unde totul este la îndemână, de la spații verzi, la mijloace de transport în comun și mari centre comerciale. Chiar și centrul orașului este aproape. Toate aceste atuuri au calificat cartierul drept unul elitist, dar prețul locuințelor a rămas la un nivel accesibil.
Majoritatea blocurilor au fost construite în perioada 1986-1990

## Etimologie
Există o polemică între istorici și etimologi. După părerea unora, numele zonei s-ar datora faptului că moșia ar fi aparținut familiei boierilor Văcărești. Alte păreri susțin că toponimul nu are nici o legătură cu familia Văcărescu și că explicația s-ar afla fie în ocupația sătenilor de altă dată – creșterea vitelor, fie că ar fi derivată din birul care se plătea odinioară de către crescătorii de animale – “văcăritul”.

## Istoric

#### Penitenciarul.
În 1848, armata rusă de ocupație aduce la Văcărești deținuții revoluționari din principat care participaseră la Revoluția Română din 1848, iar în 1864, an al marilor răscoale țărănești, când guvernul conservator încarcerează aici pe țăranii arestați, întregul ansamblu monastic este transformat în penitenciar. Intervențiile făcute pentru dotarea monumentului în scopul noii destinații, succedate de-a lungul deceniilor, au  alterat arhitectura originală a majorității clădirilor. 
Aici au fost închise personalități ale vieții culturale și politice românești între care scriitorii Liviu Rebreanu, Tudor Arghezi, Ioan Slavici, Mircea Damian, episcopul greco-catolic Vasile Aftenie, Corneliu Zelea Codreanu (interesant la acesta din urma amănuntul că, după cum el însuși mărturisea, numele organizației pe care a întemeiat-o – Legiunea Arhanghelului Mihail – i-a fost inspirată de icoana Sfântului Arhanghel aflată pe ușa din dreapta a iconostasului bisericii mari de la Văcărești).
Încă înainte de al Doilea Război Mondial, Dem I. Dobrescu, care fusese primar al Bucureștiului în perioada februarie 1929 - ianuarie 1934, opinase că mănăstirea Văcărești, „cu superba ei priveliște, cu frumosul bulevard Văcărești, ar putea fi destinată ca reședință Patriarhiei noastre”, ale cărei instituții religioase erau „înghesuite” în Dealul Patriarhiei.
În 1973 Șahul Iranului,  Mohammad Reza Pahlavi a vizitat România și i-a sugerat lui Nicolae Ceaușescu ideea înființării unui muzeu de artă religioasă. Deoarece Direcția Penitenciarelor, în subordinea căreia se afla Complexul Văcărești, tocmai construia pe Calea Rahovei o nouă închisoare (Penitenciarul Spital București-Rahova), Mănăstirea Văcărești a fost aleasă în acest scop și au început lucrările de restaurare.
În perioada 1974-1977, un colectiv de specialiști condus de arhitectul Liana Bilciurescu a restaurat partea estică a incintei cu biserica, cutremurul din 1977 afectând-o nesemnificativ. Totuși, după seism, Comisia Monumentelor Istorice a fost desființată, iar șantierul de restaurare de la Văcărești a fost oprit.

#### Demolarea.

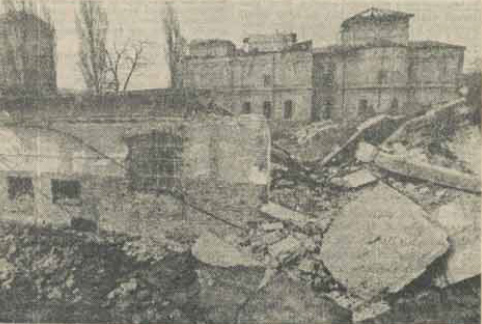
Mănăstirea Văcărești în ianuarie 1987

Pe 2 decembrie 1984, șantierul a fost vizitat de Nicolae și Elena Ceaușescu, însoțiți de Patriarhul Iustin Moisescu. Ceaușescu i-a propus Patriarhului să facă în Mănăstirea Văcărești Institutul Teologic pentru care există bani de la ONU. Patriarhul a refuzat să ia localul în primire până nu este complet renovat, deoarece se temea ca Ceaușescu să nu dispună mutarea sediul Patriarhiei la Văcărești. Atunci Nicolae Ceaușescu a dispus demolarea mănăstirii. Deși mai mulți intelectuali precum Constantin Noica, Geo Bogza, Mihail Șora, Dan Nasta, Zoe Dumitrescu Bușulenga, Răzvan Theodorescu, Dinu C. Giurescu, Grigore Ionescu și Peter Derer au semnat un memoriu pentru salvarea mănăstirii, demolarea acesteia a început în toamna anului 1985.
În ciuda protestelor și intervențiilor Bisericii Ortodoxe Române, oamenilor de cultură din țară și de peste hotare, organizațiilor și instituțiilor internaționale, între 11-15 decembrie 1986 a fost demolată biserica, iar în 1987 întreaga Mănăstire Văcărești a fost rasă de pe fața pământului pentru a elibera terenul în vederea construirii unui complex de clădiri pentru justiție, în care trebuiau să se instaleze Ministerul Justiției, Procuratura Generală, Tribunalul Suprem și alte instanțe judecătorești. După ce în 1988 a început turnarea fundațiilor, în 1990 lucrările au fost abandonate. Nici măcar dealul nu a fost cruțat, el fiind aproape total distrus. 
În incinta Mănăstirii Văcărești, cu puțin timp înainte de demolare, Sergiu Nicolaescu a turnat câteva scene de luptă, cu tancuri, pentru filmul Noi, cei din linia întâi, aducând grave deteriorări ansamblului, precum fracturarea crucii din marmură a unuia dintre ctitorii mănăstirii, domnitorul Constantin Mavrocordat, forțarea lacătelor și a drugilor de fier care închideau paraclisul, precum și a ușii altarului Bisericii mari, fapt ce a determinat intervenția la forurile superioare a personalului Muzeului de Istorie a Municipiului București.

## Parcul Natural Văcarești

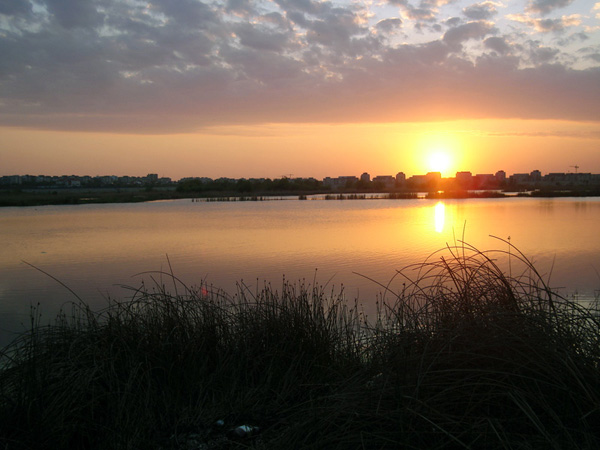
Lacul Văcărești

Lacul/Delta Văcărești este un lac antropic construit în 1988 cu o suprafață de 189 ha, cuprins între Calea Văcărești, Șoseaua Olteniței, Șoseaua Vitan-Bârzești și Splaiul Dâmboviței (între târgul auto de la Vitan și podul de la fostul Abator).
Lacul Văcărești din București a fost conceput ca parte a amenajării complexe a râului Dâmbovița. Ca și Lacul Morii, care însă a fost finalizat, Lacul Văcărești trebuia să facă parte din sistemul hidrologic de apărare a Bucureștiului împotriva inundațiilor. Lucrările au început în anul 1986, ocazie cu care a fost demolată și Mănăstirea Văcărești, dar au fost sistate după 1989, astfel că, în prezent, a rămas unul din marile proiecte neterminate ale perioadei comuniste. 
Lacul Văcărești a fost umplut o singură dată cu apă din Dâmbovița. Costurile pentru pomparea apei sunt foarte mari și, prin urmare, această soluție de aducere a apei din Dâmbovița este nefiabilă. Soluția tehnică ar fi ca apa să fie adusă gravitațional din râul Argeș, de la 27 de km de București, via Lacul Mihăilești. Acest lac de acumulare se află la 14 km în sud-vestul Bucureștiului pe șoseaua București-Alexandria, la intrare în localitatea Mihăilești. Are o lungime de 8 km, o lățime maximă de 3 km și adâncimea maximă de 22 metri. În acest scop, au fost realizați 14 km de canal însă, după abandonarea lucrărilor, nu se preconizează investiții pentru restul de 13 km.

#### Intenții de îmbogățire de pe urma lacului
Imediat după alegerile din 2000, Tony Mikhael, cetățean australian de origine libaneză, a propus guvernului PSD condus de Adrian Năstase construirea unui complex de agrement pe cuva lacului Văcărești, care urma să reunească un hipodrom, un teren de golf, un centru de conferințe, un centru expozițional, un hotel, o zonă rezidențială și câteva cazinouri. După doi ani de "tras sfori" printre membrii guvernului Năstase, în octombrie 2002, Tony Mikhael câștiga licitația pentru proiect, iar la 23 ianuarie 2003 încheia contractul de concesiune a terenului, pe 49 de ani, redevența, de numai 0,28 dolari/mp/an, urmând să se plătească începând cu al patrulea an de la data semnării contractului, în ciuda faptului că, pentru terenurile din zona Văcărești, foștii proprietari intentaseră deja statului peste 100 de procese, multe dintre acestea ajungând și la Curtea Internațională de Justiție.
Proiectul nu s-a materializat, dar situația juridică a terenului a rămas în continuare neclarificată.

#### Statutul de arie protejată
La 5 iunie 2012, când se sărbătorea Ziua Mondială a Mediului, ministrul mediului Rovana Plumb a vizitat zona Lacului Văcărești, considerată a fi "Delta Capitalei", împreună cu ambasadorul Argentinei în România, Claudio Perez Paladino, însoțită și de reprezentanți ai ONG-urilor de protecție a mediului. Cu această ocazie, ambasadorul Argentinei în România a prezentat proiectul unei zone similare din Buenos Aires, Costanera Sur, care a fost declarată arie protejată.
Locuri asemănătoare se află și la Londra, Berlin sau Chicago. În Praga există 88 de arii protejate. La rândul său, Ministrul Mediului, Rovana Plumb, a declarat că Lacul Văcărești va fi declarat și el arie urbană protejată, sau rezervație naturală,
întrucât aici au fost identificate deja peste 90 de specii de păsări rare, și a precizat că, peste câțiva ani, zona ar putea deveni loc de agrement, unde bucureștenii să poată găsi o oază de aer curat. Oricum, perimetrul lacului nu mai poate fi folosit pentru construcții, cum se intenționa, deoarece fundul său este o mlaștină.
Ca urmare, a fost inițiată o comisie de specialiști formată din academicieni, profesori universitari, experți în domeniu etc., care au început să lucreze la elaborarea unui studiu științific, în vederea demonstrării importanței acestei zone, pentru ca ea să poată primi statutul de arie protejată conform reglementărilor legale. Toată documentația necesară, împreună cu studiul de fundamentare științifică, a parcurs mare parte din etapele prevăzute în lege, deponentul lor fiind Asociația Salvați Dunărea și Delta. La 3 iunie 2013, documentația a primit avizul Comisiei de Monumente a Academiei Române, urmând ca aceasta să ajungă la Primăria Sectorului 4 și apoi la minister.
După un an, în cadrul unei conferințe de presă organizate la 05 iunie 2013 în zona lacului Văcărești, tot cu ocazia Zilei Mondiale a Mediului, Ministrul Mediului și Pădurilor, Rovana Plumb, a declarat că instituția pe care o conduce va întreprinde toate demersurile legale pentru desemnarea acestui spațiu drept arie naturală protejată, deoarece, spunea ea, “Zona Lacului Văcărești a fost recucerită de natură. Noi vrem să ne asigurăm că natura este repusă în drepturi, dar în același timp să reparăm și să protejăm, pentru ca acest loc să devină o destinație turistică a Bucureștiului și a României”.
La începutul lunii martie 2014, Ministerul Mediului și Schimbărilor Climatice a inițiat o dezbatere publică asupra proiectului Lacul Văcărești și a declarării acestei zone ca parc natural.
Pe 4 iunie 2014, a fost publicată Ordonanța de Urgență prin care s-a creat cadrul prin care această zonă se va declara Parcul Natural Văcărești.